# Villy-le-Bouveret
Villy-le-Bouveret ist eine französische Gemeinde im Département Haute-Savoie in der Region Auvergne-Rhône-Alpes.

## Geographie
Villy-le-Bouveret liegt auf 774 m, etwa 16 Kilometer nördlich der Stadt Annecy (Luftlinie). Das Bauerndorf erstreckt sich an aussichtsreicher Lage auf der Westabdachung des Hochplateaus von Bornes, über dem Tal der Usses, südlich des Salève, im Genevois.
Die Fläche des 3,49 km² großen Gemeindegebiets umfasst einen Abschnitt im Bereich des Bornes-Plateaus. Die westliche Grenze verläuft entlang den Usses, einem linken Seitenfluss der Rhone. Dieses Gewässer fließt in einem relativ breiten aber dicht bewaldeten Tal nach Süden und trennt den Kamm des Salève vom östlich gelegenen Bornes-Plateau. Von der Talniederung erstreckt sich der Gemeindeboden nach Osten auf das Hochplateau, auf dem mit 802 m die höchste Erhebung von Villy-le-Bouveret erreicht wird. Mehrere Seitenbäche der Usses entwässern das Plateau in leicht eingeschnittenen Erosionsrinnen, darunter auch der Ruisseau du Grand Verray, der die südliche Gemeindegrenze bildet.
Zu Villy-le-Bouveret gehören neben dem eigentlichen Dorf auch mehrere Weilersiedlungen und Gehöfte, darunter (von Norden nach Süden): 
- Falconnet (710 m) im Tal der Usses
- Viollet (730 m) am Aufstieg zum Plateau von Villy
- Le Bouchet (745 m) am Rand des Plateaus von Villy

Nachbargemeinden von Villy-le-Bouveret sind Menthonnex-en-Bornes im Osten, Groisy im Süden sowie Cruseilles und Vovray-en-Bornes im Westen.

## Geschichte
Villy-le-Bouveret wird im 15. Jahrhundert erstmals schriftlich erwähnt. Der Ortsname ist auf das lateinische (fundus) Villiacus zurückzuführen, was so viel bedeutet wie Boden, Grund des Villius.

## Sehenswürdigkeiten
Die Dorfkirche von Villy-le-Bouveret wurde im 19. Jahrhundert im Stil der Neugotik errichtet. Vom einstigen Château du Turchet sind Ruinen erhalten.

## Bevölkerung
| Jahr                       | 1962 | 1968 | 1975 | 1982 | 1990 | 1999 | 2006 |
| Einwohner                  | 225  | 204  | 180  | 202  | 261  | 396  | 507  |
| Quellen: Cassini und INSEE |      |      |      |      |      |      |      |

Mit 637 Einwohnern (Stand 1. Januar 2022) gehört Villy-le-Bouveret zu den kleinen Gemeinden des Département Haute-Savoie. In der ersten Hälfte des 20. Jahrhunderts nahm die Bevölkerungszahl kontinuierlich ab (1901 zählte Villy-le-Bouveret noch 308 Einwohner). Seit Mitte der 1970er Jahre wurde jedoch wieder eine deutliche Bevölkerungszunahme verzeichnet.

## Wirtschaft und Infrastruktur
Villy-le-Bouveret ist noch heute ein vorwiegend durch die Landwirtschaft geprägtes Dorf. Daneben gibt es einige Betriebe des lokalen Kleingewerbes. Einige Erwerbstätige sind Wegpendler, die in den größeren Ortschaften der Umgebung sowie im Raum Genf-Annemasse und Annecy ihrer Arbeit nachgehen.
Die Ortschaft liegt abseits der größeren Durchgangsstraßen, nahe einer Departementsstraße, die von Cruseilles über das Bornes-Plateau nach La Roche-sur-Foron führt. Der nächste Anschluss an die Autobahn A41 befindet sich in einer Entfernung von rund 11 km.